# Jan Dvořák (právník)
Jan Dvořák (* 24. května 1950 Praha) je český právník, právní teoretik a vysokoškolský pedagog. Působí jako profesor katedry občanského práva Právnické fakulty Univerzity Karlovy a jako proděkan pro doktorský studijní program a rigorózní řízení. Zasedá v redakčních radách časopisů Právník, Bulletin advokacie a Ad notam.

## Publikace
- Občanské právo hmotné (díl první až čtvrtý). (s J. Švestkou a M. Zuklínovou) Wolters Kluwer, Praha 2016.